# Orasema valgius
Orasema valgius är en stekelart som först beskrevs av Walker 1839.  Orasema valgius ingår i släktet Orasema och familjen Eucharitidae. Inga underarter finns listade i Catalogue of Life.